# 野田詩韻
野田詩韻（日语：ダノンバラード），是日本純種競賽馬匹。生涯活躍於中距離賽事，曾勝出二級賽美國賽馬會盃及三級賽日經電台盃兩歲錦標，亦於皋月賞跑獲第三。

## 出賽前
2008年2月19日出生於北海道新日高町KI牧場，成長途中被馬主公司Danon Co. Ltd.購入。
其後交由栗東訓練中心練馬師池江泰郎訓練。

## 競賽生涯

### 2歲
2010年10月24日出戰京都競馬場2歲新馬戰，比賽途中保持於第三、四左右的位置下一舉於直路衝出，最終拉開後方1 3/4馬位取得首勝之餘，亦爲其父系大震撼子嗣中的首勝。
其後出戰公開賽京都兩歲錦標，比賽途中選擇於第六的位置推進下於第三至第四彎道逐步抽出加速，但於直路上未能將衝刺狀態再大力度發揮，最終未能追上Marvelous Kaiser及Pray下以第三完賽。
12月25日出戰三級賽日經電台盃兩歲錦標，賽前獲得第四人氣。比賽開始後，其選擇和上兩仗不同的方式於較後的位置追走，並於比賽途中以穩定的姿態逐步推進。進入直路後，其成功抽出外檔望空，最終於其奮力加速轟出後600米34.7秒的恐怖末腳下瞬間超越前方對手，以頸位優勢奪得首個分級賽冠軍，亦成爲其父系大震撼中首位勝出分級賽的子嗣。

### 3歲
2011年年初出戰共同通信盃，然而選擇居中戰術下於比賽途中不斷墮後，進入直路後亦未能重新加速爬升，最終無法衝出之下以第九落敗。
2月28日，由於練馬師池江泰郎達到退休年齡，因而野田詩韻被轉移至由其之子池江泰壽管理並承接所有業務的馬房繼續訓練。
4月24日出戰轉廄後的首戰皋月賞，雖然賽前因上仗的大敗僅獲第八人氣，但於比賽途中展現絕佳的鬥心，最終於直路保持走勢下僅被後方的黃金巨匠及瑞士名錶超越以第三完賽。
休養過後於11月在公開賽仙女座錦標復出，於本次比賽繼續之前的表現，最終獲得第三。
其後出戰中日新聞盃，選擇居中戰術搭配比賽途中的長距離加速下再度獲得季軍。

### 4歲
進入2012年，其出戰日經新春盃作爲年度首戰，於賽前獲得第三人氣。比賽開始後，其保持一貫的節奏於中團約莫第七的位置推進，但進入對面直路後逐步抽出外檔加速發力，於第四彎道時候經已處於第四。進入直路後，其於勢頭未減的情況下繼續衝刺，雖然一度取得領先，但其後隨即被後方的邁向輝煌超越並擊敗，以1 3/4馬位差距落敗得第二。
完成日經新春盃後，其於春季繼續出戰衆多賽事，並保持不俗的姿態，於中日新聞盃、新潟大賞典及目黑紀念中分別跑獲第三、第四及第四的全入板戰績。
入夏後其出戰條件戰關原錦標並輕鬆取得勝利，其後於小倉紀念亦成功獲得第四。
稍作放草後於秋季繼續出戰賽事，於公開賽仙后座錦標及仙女座錦標錦標奪得一冠一亞的優秀戰績，但12月重返分級賽出戰金鯱賞卻因領放失速而以第八落敗。

### 5歲
2013年首戰爲美國賽馬會盃，本次比賽其於前半段保持於約莫第六的位置，進入對面直路後逐步爬升，於最後彎道時僅落後於領放馬Gestalt處於第二。進入直路後，其於中檔位置展開加速並抽入內欄減省腳程，最終成功壓制第二的Transwarp之下率先衝線。雖然所有賽駒衝線後Transwarp的陣營抗議野田詩韻於直路的斜行構成妨礙，但於賽會審議過後確認此動作並無不妥，因而名次未有改變之下其成功奪得第二個分級賽冠軍。
其後出戰中山紀念及日經賞，然而未能保持優秀的狀態下僅獲得第六及第七。
6月上旬於鳴尾紀念獲得第三過後出戰寶塚紀念，賽前獲得第五人氣。比賽開始後，其一直保持於領放馬國際高球身後的位置，並於比賽途中以此步速一直推進。進入直路後，其展現優秀的反應超越對手一度取得領先，然而仍然被同爲先行馬的黃金船以凌厲的姿態超越，最終被拉開3 1/2馬位以第二落敗。
入秋後雖然於產經賞獲得第三的不俗戰績，但其後挑戰秋季天皇賞及有馬紀念分別以第十五及第十六大敗。

### 6歲
2014年其僅於年間出戰美國賽馬會盃及天蠍錦標兩場賽事，但均未能發揮表現下以兩位數的名詞落敗作結。
完成天蠍錦標後，陣營認爲其巔峯期經已過去，因而安排其退役並於4月27日取消日本中央競馬會的賽駒註冊。

### 詳細賽績
| 日期       | 舉辦國家 | 馬場 | 距離   | 級別 | 賽事名稱           | 負重 | 騎師     | 馬號 | 舉辦國家 | 名次 | 時間   | 頭馬（二馬）       |
| ---------- | -------- | ---- | ------ | ---- | ------------------ | ---- | -------- | ---- | -------- | ---- | ------ | ------------------ |
| 24/10/2010 | 日本     | 京都 | 草1800 |      | 2歲新馬            | 55   | 武豐     | 5    | 12       | 1    | 1:48.7 | （Bruce Bisty）    |
| 27/11/2010 | 日本     | 京都 | 草2000 | OP   | 京都兩歲錦標       | 55   | 武豐     | 6    | 10       | 3    | 2:01.7 | Marvelous Kaiser   |
| 25/12/2010 | 日本     | 阪神 | 草2000 | GIII | 日經電台盃兩歲錦標 | 55   | 武豐     | 8    | 15       | 1    | 2:02.2 | （慈善之家）       |
| 13/2/2011  | 日本     | 東京 | 草1800 | GIII | 共同通信盃         | 57   | 武豐     | 11   | 13       | 9    | 1:49.2 | 中山騎士           |
| 24/4/2011  | 日本     | 東京 | 草2000 | GI   | 皋月賞             | 57   | 武豐     | 2    | 18       | 3    | 2:01.3 | 黃金巨匠           |
| 12/11/2011 | 日本     | 京都 | 草2000 | OP   | 仙女座錦標         | 55   | 武豐     | 2    | 12       | 3    | 2:00.6 | 環球銀行           |
| 10/12/2011 | 日本     | 小倉 | 草2000 | GIII | 中日新聞盃         | 57   | 杜滿萊   | 3    | 18       | 3    | 1:59.6 | Cosmo Phantom      |
| 1/15/2012  | 日本     | 京都 | 草2400 | GII  | 日經新春盃         | 56   | 岩田康誠 | 11   | 12       | 2    | 2:23.9 | 邁向輝煌           |
| 4/3/2012   | 日本     | 中京 | 草2000 | GIII | 中日新聞盃         | 57   | 福永祐一 | 17   | 17       | 3    | 2:02.6 | 醒目快駒           |
| 6/5/2012   | 日本     | 新潟 | 草2000 | GIII | 新潟大賞典         | 57   | 三浦皇成 | 9    | 15       | 4    | 1:59.4 | 達標               |
| 27/5/2012  | 日本     | 東京 | 草2500 | GII  | 目黑紀念           | 57   | 岩田康誠 | 2    | 18       | 4    | 2:31.0 | Smart Robin        |
| 7/7/2012   | 日本     | 中京 | 草2000 |      | 關原錦標           | 57   | 小牧太   | 6    | 11       | 1    | 2:03.1 | （Walkure）        |
| 5/8/2012   | 日本     | 小倉 | 草2000 | GIII | 小倉紀念           | 57   | 小牧太   | 4    | 12       | 4    | 1:58.0 | Expedition         |
| 28/10/2012 | 日本     | 京都 | 草1800 | OP   | 仙后座錦標         | 56   | 安藤勝己 | 6    | 18       | 2    | 1:46.5 | L'Ile d'Aval       |
| 11/11/2012 | 日本     | 京都 | 草2000 | OP   | 仙女座錦標         | 57   | 李慕華   | 9    | 14       | 1    | 2:01.7 | （Meisho Uzushio） |
| 1/12/2012  | 日本     | 中京 | 草2000 | GII  | 金鯱賞             | 56   | 北村友一 | 1    | 12       | 8    | 2:01.0 | 碧藍海洋           |
| 20/1/2013  | 日本     | 中山 | 草2200 | GII  | 美國賽馬會盃       | 56   | 貝利     | 3    | 12       | 1    | 2:13.1 | （Transwarp）      |
| 24/2/2013  | 日本     | 中山 | 草1800 | GII  | 中山紀念           | 57   | 貝利     | 12   | 15       | 6    | 1:47.7 | 中山騎士           |
| 23/3/2013  | 日本     | 中山 | 草2500 | GII  | 日經賞             | 57   | 戶崎圭太 | 5    | 15       | 7    | 2:32.9 | 超常駿驥           |
| 1/6/2013   | 日本     | 阪神 | 草2000 | GIII | 鳴尾紀念           | 57   | 岩田康誠 | 7    | 16       | 3    | 1:59.1 | 東京光環           |
| 23/6/2013  | 日本     | 阪神 | 草2200 | GI   | 寶塚紀念           | 58   | 川田將雅 | 4    | 11       | 2    | 2:13.8 | 黃金船             |
| 22/9/2013  | 日本     | 中山 | 草2200 | GII  | 產經賞             | 57   | 川田將雅 | 9    | 16       | 3    | 2:12.1 | 綠油油             |
| 27/10/2013 | 日本     | 東京 | 草2000 | GI   | 秋季天皇賞         | 58   | 川田將雅 | 16   | 17       | 16   | 2:00.5 | 一路通             |
| 22/12/2013 | 日本     | 中山 | 草2500 | GI   | 有馬紀念           | 57   | 川田將雅 | 1    | 16       | 15   | 2:37.0 | 黃金巨匠           |
| 26/1/2014  | 日本     | 中山 | 草2200 | GII  | 美國賽馬會盃       | 57   | 後藤浩輝 | 7    | 16       | 12   | 2:14.9 | 綠油油             |
| 19/4/2014  | 日本     | 阪神 | 泥1800 | GIII | 天蠍錦標           | 57   | 川田將雅 | 9    | 16       | 14   | 1:53.0 | 奈村勝將           |

## 退役後
退役後，野田詩韻成爲了配種馬，於北海道浦河町日高Stallion Station休養，在2015年進行配種，首批子嗣於2016年出生。首批子嗣可於2018年出賽。2020年9月30日，Lord Bless在日本電視盃取勝，成爲首匹勝出分級賽的子嗣。
2016年因日高Stallion Station關閉而轉往北海道新日高町Rex Stud繼續配種，但於同年8月時被一名在土耳其及意大利活動的馬主購入，並因應當時土耳其因政變局勢不穩下將其送至爲處意大利倫巴底大區瓦雷澤省的Besnate牧場休養。
2017年11月被轉移陣地，於英國告羅士打郡Batsford Stud繼續進行配種工作。
2018年由於其初年度子嗣陸續陸續出賽並備受矚目，因而在7月被日本馬主岡田繁幸重新引入日本，於北海道新冠町大紅牧場休養，在2019年於此地進行配種。
2025年7月10日，其因腹膜炎死亡，享年17歲。

### 主要子嗣

#### 分級賽優勝子嗣
2016年生
- Lord Bless（日本電視盃）

2020年生
- 北羽翎（新潟兩歲錦標、妖精錦標）

## 血統簡介
父系大震撼爲日本賽駒，爲日本賽馬史上第二匹無敗三冠馬，生涯出戰十四場賽事僅得兩場未能勝出，退役後配種成績亦極爲優秀。祖父週日寧靜是美國三冠賽雙冠馬，退役後在日本配種，在日本馬壇相當成功，贏得多項分級賽事，其子嗣贏得巨額獎金。
母系Lady Ballade爲愛爾蘭出生的日本賽駒，生涯戰績不俗，曾勝出地方三級賽皇后賞及TCK女皇盃。外祖父Unbridled爲美國賽駒，生涯戰績優秀，曾勝出佛羅里達打吡、肯塔基打吡及育馬者盃經典大賽等賽事。

### 血統表
| 父線：週日寧靜系（Halo系）           |                             |              |                 |
| 種馬 大震撼 2002年（棗色）           | 週日寧靜 1986年（棕色）     | Halo         | Hail to Reason  |
| 種馬 大震撼 2002年（棗色）           | 週日寧靜 1986年（棕色）     | Halo         | Cosmah          |
| 種馬 大震撼 2002年（棗色）           | 週日寧靜 1986年（棕色）     | Wishing Well | Understanding   |
| 種馬 大震撼 2002年（棗色）           | 週日寧靜 1986年（棕色）     | Wishing Well | Mountain Flower |
| 種馬 大震撼 2002年（棗色）           | 風中秀髮 1991年（棗色）     | Alzao        | 利法爾          |
| 種馬 大震撼 2002年（棗色）           | 風中秀髮 1991年（棗色）     | Alzao        | Lady Rebecca    |
| 種馬 大震撼 2002年（棗色）           | 風中秀髮 1991年（棗色）     | Burghclere   | Busted          |
| 種馬 大震撼 2002年（棗色）           | 風中秀髮 1991年（棗色）     | Burghclere   | Highclere       |
| 繁殖雌馬 Lady Ballade 1997（深棗色） | Unbridled 1987年（深棗色）  | Fappiano     | 淘金者          |
| 繁殖雌馬 Lady Ballade 1997（深棗色） | Unbridled 1987年（深棗色）  | Fappiano     | Kilaloe         |
| 繁殖雌馬 Lady Ballade 1997（深棗色） | Unbridled 1987年（深棗色）  | Gana Facil   | Le Fabuleux     |
| 繁殖雌馬 Lady Ballade 1997（深棗色） | Unbridled 1987年（深棗色）  | Gana Facil   | Charedi         |
| 繁殖雌馬 Lady Ballade 1997（深棗色） | Angelic Song 1988年（棗色） | Halo         | Hail to Reason  |
| 繁殖雌馬 Lady Ballade 1997（深棗色） | Angelic Song 1988年（棗色） | Halo         | Cosmah          |
| 繁殖雌馬 Lady Ballade 1997（深棗色） | Angelic Song 1988年（棗色） | Ballade      | Herbager        |
| 繁殖雌馬 Lady Ballade 1997（深棗色） | Angelic Song 1988年（棗色） | Ballade      | Miss Swapsco    |
| 雌系：號族：12-c                     |                             |              |                 |
| 五代內近親交配：Halo 3×3             |                             |              |                 |

## 命名由來
名字中，Danon（ダノン）是馬主Danox Co. Ltd.冠名，源自公司名字，而此公司名字就是公司代表野田順弘之姓氏「野田」（ノダ）倒轉後的變體；Ballade（バラード）繼承自母系Lady Ballade之名字，意思是以詩詞作为內容基础的敘事曲，香港則翻譯为「詩韻」。

## 外部連結
- 野田詩韻 （页面存档备份，存于）
- 血統表 （页面存档备份，存于）